# Live at the Lowry
Live at the Lowry Manchester 2011, The Gate of Saturn is een livealbum van Tangerine Dream. Het album bevat de registratie van het concert dat TD op 28 mei 2011 gaf in The Lowry in de City of Salford nabij Manchester. De muziek van TD is tijdens de concerten al jaren een aaneensmeding van (delen van) nummers, die achter elkaar doorgespeeld worden met slechts een kleine pauze daartussen. Dat geldt ook voor deze registratie. De eerste twee cd’s werden achter elkaar voorgespeeld, cd bevat “losse” nummers. TD werd tijdens dit concert uitgebreid met een violiste.
Tijdens dit concert konden de fans voor het eerst The Gate of Saturn-ep kopen. Het album zou eerst alleen via download verkrijgbaar zijn, doch fans bleven aandringen op een reguliere uitgave, die kwam in een 3-cd-uitvoering.

## Musici
- Edgar Froese – synthesizers, gitaar
- Linda Spa – saxofoon, dwarsfluit, toetsinstrumenten
- Iris Camaa – elektronisch slagwerk, toetsinstrumenten
- Thorsten Quaeschning – toetsinstrumenten
- Bernard Beibl – gitaar en elektrische viool
- Hoshiko Yamane – viool

## Muziek
| Nr. | Titel                      | Duur |
| --- | -------------------------- | ---- |
| 1.  | Marmontel riding on a Clef |      |
| 2.  | Death in the shadow        |      |
| 3.  | Logos 2011                 |      |
| 4.  | Culpa Levis 2010           |      |
| 5.  | Living in eternity         |      |
| 6.  | Calumet                    |      |
| 7.  | Cycle of eterniry          |      |
| 8.  | Ayumi’s butterflies        |      |
| 9.  | Sally’s garden             |      |
| 10. | Darkness veiling the night |      |

| Nr. | Titel                 | Duur |
| --- | --------------------- | ---- |
| 1.  | Astrophel and Sheila  |      |
| 2.  | Monbassa Tuareg remix |      |
| 3.  | Fire on the mountain  |      |
| 4.  | Carmel Calif          |      |
| 5.  | Long Island sunset    |      |
| 6.  | A snail’s dream       |      |
| 7.  | Dominion 2010         |      |
| 8.  | Alchemy of the heart  |      |
| 9.  | Morphing              |      |
| 10. | Kiev Mission          |      |

| Nr. | Titel                   | Duur |
| --- | ----------------------- | ---- |
| 1.  | Cool at heart           |      |
| 2.  | Fay bewitching the moon |      |
| 3.  | Blue bridge             |      |
| 4.  | The gate of Saturn      |      |
| 5.  | Dolphin dance           |      |